# Soaked in Bleach
Soaked in Bleach (literalmente: «Remojado en lejía») es un docudrama estadounidense de 2015 dirigido por Benjamin Statler, quien lo produjo y escribió en colaboración con Richard Middelton y Donnie Eichar. La película trata sobre los acontecimientos que precedieron el suicidio de Kurt Cobain desde la perspectiva de Tom Grant, el detective privado que Courtney Love, esposa de Cobain, contrató para averiguar el paradero del músico poco antes de su muerte en 1994. También explora la teoría conspirativa de que la muerte de Cobain no fue un suicidio. El reparto está formado por Tyler Bryan, interpretando a Cobain, Daniel Roebuck, como Grant, Sarah Scott, que retrata a Love, y August Emerson, como Dylan Carlson.

## Argumento
La película explora las incoherencias de la muerte de Kurt Cobain, el vocalista de la banda estadounidense de grunge Nirvana, según el ex detective privado Tom Grant. Además de la dramatización de los últimos días de la vida de Cobain, la película incluye imágenes documentales, así como entrevistas con personas que formaron parte de la investigación de su muerte, como el antiguo jefe de Policía de Seattle Norm Stamper y el patólogo forense estadounidense Cyril Wecht. También aparecen muchas conversaciones grabadas por el mismo Grant con personajes importantes como Rosemary Carroll, la abogada de Cobain y Love, y Dylan Carlson, quién compró la escopeta Remington Modelo 11 que Cobain utilizó para suicidarse.

## Producción
Soaked in Bleach fue el debut como director de Benjamin Statler, quién coescribió y produjo las películas Act of Valor y Comic-Con Episodio IV: La esperanza de un fan.  Con respecto al título de la película, Bleach («Lejía») es el nombre del primer álbum de Nirvana y «Soaked in Bleach» («Remojado en lejía») es parte de la letra de su canción llamada Come as You Are, de su segundo álbum Nevermind.

## Crítica
La película tiene una puntuación de 50/100 en Metacritic basada en siete reseñas. En Rotten Tomatoes, tiene 10 críticas y una puntuación media de 4.5/10. Dennis Harvey de Variety escribió que la película puede contener mucha información que no interesa a todos aquellos que no estén obsesionados con los detalles de la vida de Cobain, pero presenta suficientes pruebas para dar validez a la teoría conspirativa. Zack Sigel escribió para VH1 que la película presenta pruebas poco sólidas, opiniones subjetivas, y que ignora los hechos. La crítica de IndieWire declaró que el cinematógrafo Ben Kutchins había estudiado detenidamente la olvidada obra maestra de policía procesal de David Fincher, Zodiac, señalando que los testimonios y los registros de audio recopilados por Grant fueron dramatizados para que el docudrama pareciera una versión para televisión de la película de Fincher.

## Polémica
Antes de lanzar el docudrama, le dijeron a Michael Ciesynsky, un detective de casos de homicidio sin resolver, que reexaminara las películas fotográficas de 35 mm de la escena de muerte de Kurt Cobain, marcando el vigésimo aniversario del fallecimiento del cantante. El Departamento de Policía de Seattle publicó esas fotos en marzo de 2014. Ciesynski le dijo a KIRO-TV que el nuevo trabajo en el caso no reveló nada para hacerle sospechar que la causa de la muerte de Cobain fuese otra cosa más que el suicidio, tal y como se estableció en 1994. En marzo de 2016, también se publicaron fotografías nuevas de la escopeta Remington, refutando lo que dice la película que el Departamento de Policía de Seattle le dio la escopeta a Courtney Love para que la derritiese Un informe policial habló en su lugar de otras pistolas que fueron confiscadas por la policía.
El 17 de junio de 2015, Deadline Hollywood informó que Courtney Love había enviado cartas de cese y desista a los cines que estaban proyectando Soaked in Bleach declarando que las acusaciones falsas de comportamiento criminal son difamatorias y que por lo tanto le correspondía el resarcimiento por daños y perjuicios. Las cartas también exigían que los cines cancelasen todos sus planes de exposición o promoción de la película y que si no respondían en cinco días, Love iba a tomar acciones legales. Hasta la fecha, Love no ha interpuesto demanda. Los productores de las películas respondieron a las cartas diciendo que las acusaciones de la señora Cobain y sus esfuerzos para desacreditar la película no tenían fundamento, y que a Courtney Love y a sus abogados claramente no les había gustado el hecho de que la película presentase argumentos convincentes para reabrir la investigación de la de la muerte de Kurt, añadiendo que deberían respetar la Primera Enmienda y dejar que las personas decidiesen por sí mismas."
John Fisk, el paramédico del Cuerpo de Bomberos de Seattle y el que llevó a cabo la primera intervención en la escena de muerte de Kurt Cobain en 1994, declaró en una entrevista con el periódico Mercer Island Reporter el 6 de abril de 2016 que les había dicho múltiples veces a los productores de Soaked in Bleach que seguía creyendo que la causa de muerte de Cobain fue el suicidio.
Además, el 27 de junio de 2016, Vernon J. Geberth, ex detective de homicidios del Departamento de Policía de Ciudad de Nueva York que estuvo entre los expertos que fueron entrevistados en el docudrama, publicó un artículo en su página web llamada Practical Homicide Investigation  y en su cuenta de Facebook diciendo que no le pareció correcto que los productores de Soaked in Bleach hiciesen aparentar que Geberth estaba de acuerdo con la teoría del homicidio. Además de eso, también dijo que había dejado bastante claro que él creía que Kurt Cobain se había quitado la vida y que su opinión estaba basada en la información que obtuvo de la División de Homicidios del Departamento de Policía de Seattle y en su propia experiencia con casos de suicidio.    
Carole Chaski, una lingüista forense que también se encuentra entre los expertos que aparecen en Soaked in Bleach, concordó con el veredicto de suicidio. El 9 de octubre de 2017, en su entrevista con el programa de radio afiliado a NBC News llamado House Of Mystery Radio Show, declaró que los resultados que había obtenido cuando estudió la carta de suicidio de Cobain no coincidían con la teoría que dice que Courtney Love había escrito la última parte de la carta para que pareciera una carta de suicidio. También dijo que pasó la carta de Cobain por un software informático llamado SNARE que revisa y evalúa las cartas de suicidio y este la clasificó, tanto la primera como la segunda parte, como una nota de suicidio. 